# Debeli rtič
Das europäische Vogelschutzgebiet Debeli rtič liegt an der slowenischen Adriaküste auf dem Gebiet der Stadt Ankaran unmittelbar an der Grenze zu Italien. Das etwa 93 ha große Vogelschutzgebiet umfasst den inneren Teil der Bucht St. Jernej und das Meer vor Debeli rtič. Aufgrund der sehr sanften Küste ist das Gebiet durch einen breiten Gezeitengürtel und ein sehr flaches oberes Infralitoral mit gut entwickeltem Algenbewuchs und Tanggras-Rasen gekennzeichnet. Vor dem äußersten Teil des Kaps bildet sich im Meer eine Sandbank, die dauerhaft mit einer dünnen Meerwasserschicht bedeckt ist und in seinem südlichen Teil von einem ausgeprägten Unterwasserriff begrenzt wird.
Debeli rtič ist das kleinste der 31 slowenischen Vogelschutzgebiete.

## Schutzzweck
Folgende Vogelarten sind für das Gebiet gemeldet; Arten, die im Anhang I der Vogelschutzrichtlinie geführt sind, sind mit * gekennzeichnet:
| Bild          | Anhang I | EU Code | Art                      | wissenschaftlicher Name               |
| ------------- | -------- | ------- | ------------------------ | ------------------------------------- |
| Krähenscharbe | *        | A392    | Mittelmeer-Krähenscharbe | Phalacrocorax aristotelis desmarestii |